# Лореттоберг
Лореттоберг (нім. Lorettoberg), також відомий як Йозефсбергле у Фрайбурзі, — гірський хребет на південному заході району Віре в місті Фрайбург-ім-Брайсгау, Німеччина. 
Гора з висотою 384,5 м над рівнем моря 

вкрита лісом на вершині. 
Розділяє район Нижнє Віре — Південь і межує з районом Фаубан на заході, з районом Гюнтерсталь і муніципалітетом Мерцгаузен на півдні  
За 500 м на північ від «піка» є високий відріг (348 м НРМ) 
, 
поруч з яким розташована однойменна Лореттокапелла (Фрайбург). 
Назва походить від Лорето, другого за значущістю італійського місця паломництва після базиліки Святого Петра в Римі. 
Кав'рня «Schloss Café» розташованана вершині гори, що робить Лореттоберг популярним місцем для відпочинку, прогулянок і місцевої зони відпочинку.
Східний головний краєвий розлом Верхньорейнського рифту тягнеться через Лореттоберг, а Геллентальбан перетинає гору через Лореттський тунель. 
Коли тунель був побудований, «геологічне вікно» було залишено відкритим, через яке можна побачити розлом і де можна виміряти рух Верхньорейнського рифту. 